# 千瓦级
千瓦级（Kilopower）是一个实验性项目，旨在建造新的太空旅行用核反应堆。该项目于2015年10月启动，由美国国家航空航天局和美国能源部国家核安全局(NNSA)主持。截至2017年，千瓦级反应堆计划采用了四种尺寸，能够连续12至15年产生1至10千瓦的电力。裂变反应堆使用铀235产生热量，这些热量通过被动式钠热导管输送到斯特林转换器。2018年，宣布了示范型使用斯特林技术的千功率反应堆(简称克鲁斯提)的乐观性测试结果。
该型反应堆的应用前景包括为核电推进和需要大量电力的载人或无人型太空任务提供稳定的电力供应，特别是在阳光有限或不可用的情况下。美国宇航局还考虑将千瓦级反应堆用作未来载人火星任务的电源。在这些任务中，反应堆将承担为从火星大气中分离并低温储存氧气的机械提供动力，以制造上升火箭的推进剂。一旦人类抵达火星，反应堆将为生命维持系统和其他所需供动力。美国宇航局的研究表明，一座40千瓦的反应堆足以支持4到6名宇航员。

## 说明
反应堆使用的核燃料为93%铀235和7%的钼合金。反应堆的堆芯是一种固体合金铸造的结构，周围环绕着防止中子从堆芯逃逸，确保连锁反应持续进行的氧化铍反射层，反射层还能减少可能会损害所载电子设备的伽马射线辐射。铀芯的好处是避免了其它放射性同位素供应的不确定性，例如钚，这些同位素常被用作放射性同位素热能发电机的热源 。铀-235的最大的缺点是半衰期太长，超过7亿年，而放射性同位素热能发电机所用钚的半衰期只有87.7年。
1千瓦功率的“克鲁斯提”原型堆重134千克，含28千克铀235，而用于火星的太空额定功率为10千瓦的反应堆，预计总质量为1500千克(核心重量为226千克)，其中包含43.7千克的铀235。
核反应由一根碳化硼棒来控制，碳化硼是一种中子吸收剂。为防止高放射性核裂变产物的形成，反应堆打算冷态发射。一旦反应堆抵达目的地，就会移走吸收中子的硼棒，让链式反应开始进行 。一旦反应开始，裂变产生的系列衰变就无法完全停止。然而，控制棒的插入深度提供了一种调节铀裂变速率的机制，使热量输出与负荷相匹配。
注满液态钠的被动式热导管将反应堆堆芯热量传递给一台或多台自由活塞式斯特林发动机，后者产生往复运动驱动线性发电机发电。钠的熔点为摄氏98°(华氏208°)，这意味着液态钠可在约摄氏400到700°(华氏750-1300°)的高温下自由流动。核裂变堆芯通常在摄氏600°(华氏1100°)左右运行。
反应堆被设计为在各种环境和场景中都具有本质安全性，它采用了多种反馈机制来缓解堆芯熔毁，主要方法为被动冷却，它不需要机械机制来循环冷却剂。反应堆的几何结构设计能实现自我调节，从而产生负反应性温度系数。实际上，这意味着随功率需求的增加，反应堆温度会下降，这将导致它进一步收缩，防止中子泄漏，反过来又会提升反应烈度和功率输出，以满足需求。在电力需求较低的时候，这种方法也会反向作用。

## 平板裂变演示
千功率项目的开发始于一项称作达夫(DUFF)或使用平顶裂变演示(Demonstration Using Flattop Fissions)的实验，该实验于2012年9月使用现有的平顶组件作为核热源进行了测试。内华达试验场装置组装厂进行的达夫试验，使它成为首台以裂变能为动力的斯特林发动机，也是第一次使用热导管将反应堆热量输送到动力转换系统。根据紧凑型裂变反应堆设计小组组长大卫·波斯顿和洛斯阿拉莫斯国家实验室小型核反应堆项目经理帕特里克·麦克卢尔的说法，达夫实验表明，“对于低功率反应堆系统，可在现有基础设施和监管环境下以合理的成本和进度完成核试验”。

## 克鲁斯提试验和首次裂变

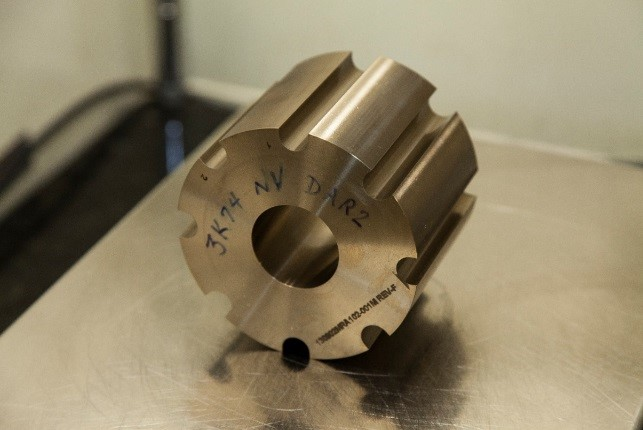
Y-12大楼制造的用于克鲁斯蒂实验的贫铀堆芯模型

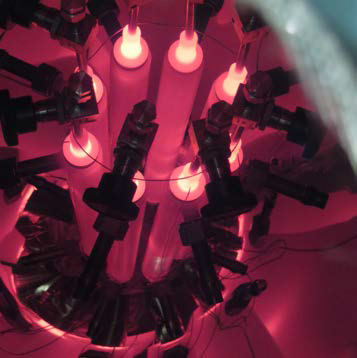
电加热测试中的克鲁斯蒂热导管

2017年，克鲁斯提试验堆建成，它高约6.5英尺(1.9米)，其设计功率可产生1千瓦的电力。该试验反应堆的目标是为严格符合美国宇航局深空任务所需的运行参数。第一次试验使用了田纳西州Y-12国家安全大楼制造的贫铀堆芯。贫铀堆芯与常规高浓缩铀(HEU)堆芯的材料完全相同，唯一的区别在于铀的浓缩程度。
千功率反应堆原型使用的是一种固态铸造的铀235反应堆芯，大约只有纸巾卷那么大。反应堆的热量通过被动式钠热导管传递，由斯特林发动机转化为电能。从2017年11月开始，一直持续到2018年的测试达到技术就绪指数(TRL)5级。克鲁斯提的测试代表了自1965年斯纳普10A型实验反应堆测试并最终飞行来，美国首次完成了所有太空反应堆的地面测试。
2017年11月至2018年3月期间，在内华达试验场进行的克鲁斯提测试包括热量、材料和组件验证，最终在全功率状态下成功进行了裂变试验。为确保反应堆能够安全响应，对辅助设备中的各种故障进行了模拟。
克鲁斯提反应堆于2018年3月20日全功率运行，期间使用28千克的铀235反应堆芯进行了28小时的试验，温度达到摄氏850°(华氏1560°)，产生约5.5千瓦的裂变功率。该测试评估了包括关闭斯特林发动机、调整控制棒、热循环和散热系统损毁等在内的故障情况，最后以一次紧急停堆测试结束了试验，这次试验被认为是一次非常成功的演示。

## 另请参阅
- 先进斯特林放射性同位素发电机
- 太空核能
- 放射性同位素热能发电机
- 快速-L型
- 小型模块化反应堆
- 斯纳普10A型